# Österreichisch-ungarischer Gulden
Der Gulden, auf Ungarisch Forint genannt, war die Währung des Kaisertums Österreich und ab 1867 von Österreich-Ungarn. Er wurde 1858 aufgrund des Wiener Münzvertrages statt des Talers eingeführt, der im Gegensatz zum Gulden nicht im Dezimalsystem gerechnet wurde. Der Gulden war in Österreich noch bis 1900 im Umlauf, obwohl er 1892 durch die Krone ersetzt wurde.

## Geschichte

### Kaisertum Österreich
Aufgrund des Wiener Münzvertrages wurde 1858 im Deutschen Zollverein die Währung umgestellt, sodass sie in alle beteiligten Landeswährungen umgerechnet werden konnte. Ein Vereinstaler war somit gleichbedeutend mit den nord- und mitteldeutschen Talern, 1 3⁄4 Gulden oder 105 Kreuzer der süddeutschen Vereinswährung, oder 1 1⁄2 Gulden (150 Neukreuzer) der österreichischen Währung. Im Gegensatz zum Taler, der vor dem Gulden in Österreich verwendet wurde, wurde der Gulden im Dezimalsystem gerechnet. Der Konventionstaler wurde in einem Verhältnis von 1:2 zum Gulden gewechselt.

### Österreich-Ungarn
1867 wurde der Einheitsstaat Österreich in die Doppelmonarchie Österreich-Ungarn umgegliedert. Ungarn hatte das Recht auf eine eigene Währung, Österreich und Ungarn kamen jedoch überein, die gemeinsame Währung beizubehalten. Für die Länder der Ungarischen Krone wurden jedoch ab 1868 eigene Guldenmünzen mit der Bezeichnung Forint geprägt.
1892 wurde der Gulden in einem Verhältnis von 1:2 zur Krone gewechselt, blieb aber noch bis 1900 im Umlauf. Auch als Recheneinheit blieb der Gulden noch Jahre nach der Umstellung auf die Krone in Gebrauch, beispielsweise 1896 im Gesetz über die Erwerbsteuer (RGBl 220/1896).

## Münzen

### Münzen der österreichischen Reichshälfte
Kupfermünzen wurden anfangs in Werten von einem Heller (= 1⁄8 Kreuzer) bis zu einem Kreuzer verwendet. Weiters gab es Silbermünzen in den Werten von 3 Kreuzern bis zu einem Konventionstaler. Die türkischen und napoleonischen Kriege führten zu einer Änderung dieser anfänglich verwendeten Werte. Die neuen Werte enthielten eine Münze mit dem Wert von 12 Kreuzern, die jedoch nur einen Silberwert von 6 Kreuzer hatte. Sie wurde später als 7-Kreuzer-Münze geprägt. 1807 wurden die Münzen in Werten von 15 und 30 Kreuzern geprägt. Diese Werte wurden in Geldscheine ausgegeben, doch 1814 wurden die Münzen wieder auf die Vorkriegswerte geändert.
1857 wurde der Gulden dezimalisiert, die neu eingeführten Münzen waren 0,5 Kreuzer (geschrieben 5⁄10), 1 Kreuzer und 4 Kreuzer in Kupfer. Die Silbermünzen waren 5, 10 und 20 Kreuzer und 1⁄4, 1 und 2 Gulden sowie 1 und 2 Vereinstaler. Die Goldmünzen waren 4 und 8 Gulden und 10 und 20 Franken. Die Prägung des Vereinstalers wurde jedoch 1867 eingestellt. Ein Vereinstaler war 1 1⁄2 Gulden.
| Münzen von Österreich ab 1857                                  | Münzen von Österreich ab 1857 | Münzen von Österreich ab 1857 | Münzen von Österreich ab 1857 | Münzen von Österreich ab 1857 | Münzen von Österreich ab 1857 | Münzen von Österreich ab 1857 | Münzen von Österreich ab 1857                                                                                         | Münzen von Österreich ab 1857                    |
| Bild                                                           | Bild                          | Wert                          | Durch- messer                 | Raugewicht Feingehalt         | Beschreibung                  | Beschreibung | Beschreibung | Ausgabejahre                                     |
| Wertseite                                                      | Bildseite                     | Wert                          | Durch- messer                 | Raugewicht Feingehalt         | Rand                          | Wertseite | Bildseite | Ausgabejahre                                     |
| -------------------------------------------------------------- | ----------------------------- | ----------------------------- | ----------------------------- | ----------------------------- | ----------------------------- | --- | --- | ------------------------------------------------ |
|                                                                |                               | 5⁄10 Kreuzer                  | 17 mm                         | 1,667 g                       | glatt                         | Wert, Jahr der Prägung, Münzzeichen | „K•K•OESTERREICHISCHE SCHEIDEMÜNZE“, kleiner Adler (Feder berührt Reichsapfel nicht)                                  | 1858–1861, 1863–1866                             |
|                                                                |                               | 5⁄10 Kreuzer                  | 17 mm                         | 1,667 g                       | glatt                         | Wert, Jahr der Prägung, ohne Münzzeichen | „K•K•OESTERREICHISCHE SCHEIDEMÜNZE“, kleiner Adler (Feder berührt Reichsapfel nicht)                                  | 1877, 1881, 1885                                 |
|                                                                |                               | 5⁄10 Kreuzer                  | 17 mm                         | 1,667 g                       | glatt                         | Wert, Jahr der Prägung, ohne Münzzeichen | „K•K•OESTERREICHISCHE SCHEIDEMÜNZE“, großer Adler (Feder berührt Reichsapfel)                                         | 1885, 1891                                       |
|                                                                |                               | 1 Kreuzer                     | 19 mm                         | 3,333 g                       | glatt                         | Wert, Jahr der Prägung, Münzzeichen | „K•K•OESTERREICHISCHE SCHEIDEMÜNZE“, kleiner Adler (Feder berührt Reichsapfel nicht)                                  | 1858–1863, 1873                                  |
|                                                                |                               | 1 Kreuzer                     | 19 mm                         | 3,333 g                       | glatt                         | Wert, Jahr der Prägung, ohne Münzzeichen | „K•K•OESTERREICHISCHE SCHEIDEMÜNZE“, kleiner Adler (Feder berührt Reichsapfel nicht)                                  | 1878, 1879, 1881                                 |
|                                                                |                               | 1 Kreuzer                     | 19 mm                         | 3,333 g                       | glatt                         | Wert, Jahr der Prägung, ohne Münzzeichen | „K•K•OESTERREICHISCHE SCHEIDEMÜNZE“, großer Adler (Feder berührt Reichsapfel)                                         | 1885, 1891                                       |
|                                                                |                               | 4 Kreuzer                     | 27 mm                         | 13,333 g                      | glatt                         | Wert, Jahr der Prägung, Münzzeichen | „K•K•OESTERREICHISCHE SCHEIDEMÜNZE“, großer Adler                                                                     | 1860, 1861, 1864                                 |
|                                                                |                               | 5 Kreuzer                     | 16 mm                         | 1,333 g 375 ‰ Ag, 625 ‰ Cu    | geriffelt                     | „SCHEIDE MÜNZE“, Krone, Wert, Münzzeichen | „FRANZ JOSEPH I•V•G•G•KAISER V•OESTERREICH“, Franz Joseph I.                                                          | 1858–1860, 1863, 1864                            |
|                                                                |                               | 5 Kreuzer                     | 16 mm                         | 1,333 g 375 ‰ Ag, 625 ‰ Cu    | geriffelt                     | „SCHEIDE MÜNZE“, Krone, Wert, Münzzeichen | „FRANZ JOSEPH I•V•G•G•KAISER V•OESTERREICH“, Franz Joseph I. mit stärkerem Bart                                       | 1867                                             |
|                                                                |                               | 10 Kreuzer                    | 18 mm                         | 2,000 g 500 ‰ Ag, 500 ‰ Cu    | geriffelt                     | „SCHEIDE MÜNZE“, Krone, Wert, Münzzeichen | „FRANZ JOSEPH I•V•G•G•KAISER V•OESTERREICH“, Franz Joseph I.                                                          | 1858–1865                                        |
|                                                                |                               | 10 Kreuzer                    | 18 mm                         | 2,000 g 500 ‰ Ag, 500 ‰ Cu    | geriffelt                     | „SCHEIDE MÜNZE“, Krone, Wert, Münzzeichen | „FRANZ JOSEPH I•V•G•G•KAISER V•OESTERREICH“, Franz Joseph I. mit stärkerem Bart                                       | 1867                                             |
|                                                                |                               | 10 Kreuzer                    | 18 mm                         | 1,666 g 400 ‰ Ag, 600 ‰ Cu    | glatt                         | „HVNGAR•BOHEM•GAL•LOD•ILL•REX A•A•“, Jahr der Prägung, großer Adler, Wert im Wappen, ohne Münzzeichen                                                                  | „FRANC•IOS•I•D•G•AVSTRIAE IMPERATOR“, Franz Joseph I.                                                                 | 1868–1872                                        |
|                                                                |                               | 20 Kreuzer                    | 21 mm                         | 2,666 g 500 ‰ Ag, 500 ‰ Cu    | glatt                         | „HVNGAR•BOHEM•GAL•LOD•ILL•REX A•A•“, Jahr der Prägung, großer Adler, Wert im Wappen, ohne Münzzeichen                                                                  | „FRANC•IOS•I•D•G•AVSTRIAE IMPERATOR“, Franz Joseph I.                                                                 | 1868–1870, 1872                                  |
|                                                                |                               | 1⁄4 Gulden                    | 23 mm                         | 5,341 g 520 ‰ Ag, 480 ‰ Cu    | „VIRIBVS VNITIS“              | „HVNG•BOH•LOMB•ET VEN•GAL•LOD•ILL•REX A•A•“, Jahr der Prägung, großer Adler, kleine Wertziffer, schräger Bruchstrich                                                   | „FRANC•IOS•I•D•G•AVSTRIAE IMPERATOR“, Franz Joseph I., Münzzeichen                                                    | 1857–1859                                        |
|                                                                |                               | 1⁄4 Gulden                    | 23 mm                         | 5,341 g 520 ‰ Ag, 480 ‰ Cu    | „VIRIBVS VNITIS“              | „HVNG•BOH•LOMB•ET VEN•GAL•LOD•ILL•REX A•A•“, Jahr der Prägung, kleiner Adler, größere Wertziffer, gerader Bruchstrich                                                  | „FRANC•IOS•I•D•G•AVSTRIAE IMPERATOR“, Franz Joseph I., Münzzeichen                                                    | 1859–1865                                        |
|                                                                |                               | 1⁄4 Gulden                    | 23 mm                         | 5,341 g 520 ‰ Ag, 480 ‰ Cu    | „VIRIBVS VNITIS“              | „HVNG•BOH•LOMB•ET VEN•GAL•LOD•ILL•REX A•A•“, Jahr der Prägung, kleiner Adler, größere Wertziffer, gerader Bruchstrich                                                  | „FRANC•IOS•I•D•G•AVSTRIAE IMPERATOR“, Franz Joseph I. mit stärkerem Bart, Münzzeichen                                 | 1866                                             |
|                                                                |                               | 1⁄4 Gulden                    | 23 mm                         | 5,341 g 520 ‰ Ag, 480 ‰ Cu    | „VIRIBVS VNITIS“              | „HVNGAR•BOHEM•GAL•LOD•ILL•REX A•A•“, kleiner Adler, größere Wertziffer, gerader Bruchstrich                                                                            | „FRANC•IOS•I•D•G•AVSTRIAE IMPERATOR“, Franz Joseph I. mit stärkerem Bart, Münzzeichen                                 | 1867–1871                                        |
|                                                                |                               | 1⁄4 Gulden                    | 23 mm                         | 5,341 g 520 ‰ Ag, 480 ‰ Cu    | „VIRIBVS VNITIS“              | „HVNGAR•BOHEM•GAL•LOD•ILL•REX A•A•“, kleiner Adler, größere Wertziffer, gerader Bruchstrich                                                                            | „FRANC•IOS•I•D•G•AVSTRIAE IMPERATOR“, Franz Joseph I. mit stärkerem Bart, ohne Münzzeichen                            | 1872–1875                                        |
|                                                                |                               | 1 Gulden                      | 29 mm                         | 12,345 g 900 ‰ Ag, 100 ‰ Cu   | „VIRIBVS VNITIS“              | „HVNG•BOH•LOMB•ET VEN•GAL•LOD•ILL•REX A•A•“, Jahr der Prägung, großer Adler, Wert                                                                                      | „FRANC•IOS•I•D•G•AVSTRIAE IMPERATOR“, Franz Joseph I., Münzzeichen, Kranzschleifenende hoch                           | 1857–1866                                        |
|                                                                |                               | 1 Gulden                      | 29 mm                         | 12,345 g 900 ‰ Ag, 100 ‰ Cu   | „VIRIBVS VNITIS“              | „HVNG•BOH•LOMB•ET VEN•GAL•LOD•ILL•REX A•A•“, Jahr der Prägung, großer Adler, Wert                                                                                      | „FRANC•IOS•I•D•G•AVSTRIAE IMPERATOR“, Franz Joseph I., Münzzeichen, Kranzschleifenende tief                           | 1866                                             |
|                                                                |                               | 1 Gulden                      | 29 mm                         | 12,345 g 900 ‰ Ag, 100 ‰ Cu   | „VIRIBVS VNITIS“              | „HVNGAR•BOHEM•GAL•LOD•ILL•REX A•A•“, Jahr der Prägung, großer Adler, Wert                                                                                              | „FRANC•IOS•I•D•G•AVSTRIAE IMPERATOR“, Franz Joseph I., Münzzeichen, Kranzschleifenende tief                           | 1867–1872                                        |
|                                                                |                               | 1 Gulden                      | 29 mm                         | 12,345 g 900 ‰ Ag, 100 ‰ Cu   | „VIRIBVS VNITIS“              | „HVNGAR•BOHEM•GAL•LOD•ILL•REX A•A•“, Jahr der Prägung, großer Adler, Wert                                                                                              | „FRANC•IOS•I•D•G•AVSTRIAE IMPERATOR“, Franz Joseph I., ohne Münzzeichen, Kranzschleifenende tief                      | 1872–1892                                        |
|                                                                |                               | 1 Vereinstaler = 1 ⁄2 Gulden  | 33 mm                         | 18,518 g 900 ‰ Ag, 100 ‰ Cu   | „MIT VEREINTEN KRAEFTEN“      | „EIN VEREINSTHALER XXX EIN PFUND FEIN“, Jahr der Prägung, großer Adler, ohne Wertangabe                                                                                | „FRANZ JOSEPH I•V•G•G•KAISER V•OESTERREICH“, Franz Joseph I., Münzzeichen, Kranzschleifenende hoch                    | 1857–1865                                        |
|                                                                |                               | 1 Vereinstaler = 1 ⁄2 Gulden  | 33 mm                         | 18,518 g 900 ‰ Ag, 100 ‰ Cu   | „MIT VEREINTEN KRAEFTEN“      | „EIN VEREINSTHALER XXX EIN PFUND FEIN“, Jahr der Prägung, großer Adler, ohne Wertangabe                                                                                | „FRANZ JOSEPH I•V•G•G•KAISER V•OESTERREICH“, Franz Joseph I. mit stärkerem Bart, Münzzeichen, Kranzschleifenende tief | 1866–1867                                        |
|                                                                |                               | 2 Gulden                      | 36 mm                         | 24,691 g 900 ‰ Ag, 100 ‰ Cu   | „VIRIBVS VNITIS“              | „HVNG•BOH•LOMB•ET VEN•GAL•LOD•ILL•REX A•A•“, Jahr der Prägung, großer Adler, Wert                                                                                      | „FRANC•IOS•I•D•G•AVSTRIAE IMPERATOR“, Franz Joseph I., Münzzeichen, Kranzschleifenende hoch                           | 1858–1860, 1862–1865                             |
|                                                                |                               | 2 Gulden                      | 36 mm                         | 24,691 g 900 ‰ Ag, 100 ‰ Cu   | „VIRIBVS VNITIS“              | „HVNG•BOH•LOMB•ET VEN•GAL•LOD•ILL•REX A•A•“, Jahr der Prägung, großer Adler, Wert                                                                                      | „FRANC•IOS•I•D•G•AVSTRIAE IMPERATOR“, Franz Joseph I., Münzzeichen, Kranzschleifenende tief                           | 1866                                             |
|                                                                |                               | 2 Gulden                      | 36 mm                         | 24,691 g 900 ‰ Ag, 100 ‰ Cu   | „VIRIBVS VNITIS“              | „HVNGAR•BOHEM•GAL•LOD•ILL•REX A•A•“, Jahr der Prägung, großer Adler, Wert                                                                                              | „FRANC•IOS•I•D•G•AVSTRIAE IMPERATOR“, Franz Joseph I., Münzzeichen, Kranzschleifenende tief                           | 1867–1872                                        |
|                                                                |                               | 2 Gulden                      | 36 mm                         | 24,691 g 900 ‰ Ag, 100 ‰ Cu   | „VIRIBVS VNITIS“              | „HVNGAR•BOHEM•GAL•LOD•ILL•REX A•A•“, Jahr der Prägung, großer Adler, Wert                                                                                              | „FRANC•IOS•I•D•G•AVSTRIAE IMPERATOR“, Franz Joseph I., ohne Münzzeichen, Kranzschleifenende tief                      | 1872–1892                                        |
|                                                                |                               | 2 Vereinstaler = 3 Gulden     | 41 mm                         | 37,037 g 900 ‰ Ag, 100 ‰ Cu   | „MIT VEREINTEN KRAEFTEN“      | „ZWEI VEREINSTHALER XV EIN PFUND FEIN“, Jahr der Prägung, großer Adler, ohne Wertangabe                                                                                | „FRANZ JOSEPH I•V•G•G•KAISER V•OESTERREICH“, Franz Joseph I., Münzzeichen                                             | 1865                                             |
|                                                                |                               | 2 Vereinstaler = 3 Gulden     | 41 mm                         | 37,037 g 900 ‰ Ag, 100 ‰ Cu   | „MIT VEREINTEN KRAEFTEN“      | „ZWEI VEREINSTHALER XV EIN PFUND FEIN“, Jahr der Prägung, großer Adler, ohne Wertangabe                                                                                | „FRANZ JOSEPH I•V•G•G•KAISER V•OESTERREICH“, Franz Joseph I. mit stärkerem Bart, Münzzeichen                          | 1866–1867                                        |
| Goldmünzen von Österreich ab 1857                              |                               |                               |                               |                               |                               | | |                                                  |
|                                                                |                               | 1 Dukaten                     | 20 mm                         | 3,490 g 986 ‰ Au, 14 ‰ Cu     | geriffelt                     | „HVNG•BOH•LOMB•ET VEN•GAL•LOD•ILL•REX A•A•“, Adler, Jahr der Prägung, ohne Wert                                                                                        | „FRANC•IOS•I•D•G•AVSTRIAE IMPERATOR“, Franz Joseph I. ohne Bart, Kopf nach rechts, Münzzeichen                        | 1852–1859                                        |
|                                                                |                               | 1 Dukaten                     | 20 mm                         | 3,490 g 986 ‰ Au, 14 ‰ Cu     | geriffelt                     | „HVNG•BOH•LOMB•ET VEN•GAL•LOD•ILL•REX A•A•“, Adler, Jahr der Prägung, ohne Wert                                                                                        | „FRANC•IOS•I•D•G•AVSTRIAE IMPERATOR“, Franz Joseph I. mit Bart, Kopf nach rechts, Münzzeichen                         | 1860–1865                                        |
|                                                                |                               | 1 Dukaten                     | 20 mm                         | 3,490 g 986 ‰ Au, 14 ‰ Cu     | geriffelt                     | „HVNG•BOH•LOMB•ET VEN•GAL•LOD•ILL•REX A•A•“, Adler, Jahr der Prägung, ohne Wert                                                                                        | „FRANC•IOS•I•D•G•AVSTRIAE IMPERATOR“, Franz Joseph I. mit stärkerem Bart, Kopf nach rechts, Münzzeichen               | 1866                                             |
|                                                                |                               | 1 Dukaten                     | 20 mm                         | 3,490 g 986 ‰ Au, 14 ‰ Cu     | geriffelt                     | „HVNGAR•BOHEM•GAL•LOD•ILL•REX A•A•“, Adler, Jahr der Prägung, ohne Wert                                                                                                | „FRANC•IOS•I•D•G•AVSTRIAE IMPERATOR“, Franz Joseph I. mit stärkerem Bart, Kopf nach rechts, Münzzeichen               | 1867–1872                                        |
|                                                                |                               | 1 Dukaten                     | 20 mm                         | 3,490 g 986 ‰ Au, 14 ‰ Cu     | geriffelt                     | „HVNGAR•BOHEM•GAL•LOD•ILL•REX A•A•“, Adler, Jahr der Prägung, ohne Wert                                                                                                | „FRANC•IOS•I•D•G•AVSTRIAE IMPERATOR“, Franz Joseph I. mit stärkerem Bart, Kopf nach rechts, ohne Münzzeichen          | 1872–1914                                        |
|                                                                |                               | 1 Dukaten                     | 20 mm                         | 3,490 g 986 ‰ Au, 14 ‰ Cu     | geriffelt                     | „HVNGAR•BOHEM•GAL•LOD•ILL•REX A•A•“, Adler, Jahr der Prägung, ohne Wert                                                                                                | „FRANC•IOS•I•D•G•AVSTRIAE IMPERATOR“, Franz Joseph I. mit stärkerem Bart, Kopf nach rechts, ohne Münzzeichen          | 1915 (Neuprägung)                                |
|                                                                |                               | 1 Dukaten                     | 20 mm                         | 3,490 g 986 ‰ Au, 14 ‰ Cu     | geriffelt                     | „HVNGAR•BOHEM•GAL•LOD•ILL•REX A•A•“, Adler, Jahr der Prägung, ohne Wert                                                                                                | „FRANC•IOS•I•D•G•AVSTRIAE IMPERATOR“, Franz Joseph I. mit stärkerem Bart, Kopf nach rechts, ohne Münzzeichen          | 1951 (Fehlprägung)                               |
|                                                                |                               | 1 Dukaten                     | 20 mm                         | 3,490 g 986 ‰ Au, 14 ‰ Cu     | geriffelt                     | „REX•LOMB•ET•VEN•DALM•GAL•LOD•ILL•A•A•“, Adler, Jahr 1898 unter Adler, zweite Jahreszahl (1848 bis 1851), ohne Wert (Sonderprägung zum 50-jährigen Regierungsjubiläum) | „FRANC•IOS•I•D•G•AVSTR•IMP•HVNG•BOH•REX“, Franz Joseph I. ohne Bart, Kopf nach links, Münzzeichen                     | 1898                                             |
|                                                                |                               | 4 Dukaten                     | 40 mm                         | 13,960 g 986 ‰ Au, 14 ‰ Cu    | geriffelt                     | „HVNG•BOH•LOMB•ET VEN•GAL•LOD•ILL•REX A•A•“, Adler, Jahr der Prägung, Wert                                                                                             | „FRANC•IOS•I•D•G•AVSTRIAE IMPERATOR•“, Franz Joseph I. ohne Bart, Lorbeerkranz mit Beeren, Münzzeichen                | 1852–1859                                        |
|                                                                |                               | 4 Dukaten                     | 40 mm                         | 13,960 g 986 ‰ Au, 14 ‰ Cu    | geriffelt                     | „HVNG•BOH•LOMB•ET VEN•GAL•LOD•ILL•REX A•A•“, Adler, Jahr der Prägung, Wert                                                                                             | „FRANC•IOS•I•D•G•AVSTRIAE IMPERATOR•“, Franz Joseph I. ohne Bart, Lorbeerkranz ohne Beeren, Münzzeichen               | 1854–1855                                        |
|                                                                |                               | 4 Dukaten                     | 40 mm                         | 13,960 g 986 ‰ Au, 14 ‰ Cu    | geriffelt                     | „HVNG•BOH•LOMB•ET VEN•GAL•LOD•ILL•REX A•A•“, Adler, Jahr der Prägung, Wert                                                                                             | „FRANC•IOS•I•D•G•AVSTRIAE IMPERATOR•“, Franz Joseph I. mit Bart, Münzzeichen                                          | 1860–1865                                        |
|                                                                |                               | 4 Dukaten                     | 40 mm                         | 13,960 g 986 ‰ Au, 14 ‰ Cu    | geriffelt                     | „HVNG•BOH•LOMB•ET VEN•GAL•LOD•ILL•REX A•A•“, Adler, Jahr der Prägung, Wert                                                                                             | „FRANC•IOS•I•D•G•AVSTRIAE IMPERATOR•“, Franz Joseph I. mit stärkerem Bart, Münzzeichen                                | 1866                                             |
|                                                                |                               | 4 Dukaten                     | 40 mm                         | 13,960 g 986 ‰ Au, 14 ‰ Cu    | geriffelt                     | „HVNGAR•BOHEM•GAL•LOD•ILL•REX A•A•“, Adler, Jahr der Prägung, Wert | „FRANC•IOS•I•D•G•AVSTRIAE IMPERATOR•“, Franz Joseph I. mit stärkerem Bart, Münzzeichen                                | 1867–1872                                        |
|                                                                |                               | 4 Dukaten                     | 40 mm                         | 13,960 g 986 ‰ Au, 14 ‰ Cu    | geriffelt                     | „HVNGAR•BOHEM•GAL•LOD•ILL•REX A•A•“, Adler, Jahr der Prägung, Wert | „FRANC•IOS•I•D•G•AVSTRIAE IMPERATOR•“, Franz Joseph I. mit stärkerem Bart, ohne Münzzeichen                           | 1872–1914                                        |
|                                                                |                               | 4 Dukaten                     | 40 mm                         | 13,960 g 986 ‰ Au, 14 ‰ Cu    | geriffelt                     | „HVNGAR•BOHEM•GAL•LOD•ILL•REX A•A•“, Adler, Jahr der Prägung, Wert | „FRANC•IOS•I•D•G•AVSTRIAE IMPERATOR•“, Franz Joseph I. mit stärkerem Bart, ohne Münzzeichen                           | 1915 (Neuprägung)                                |
|                                                                |                               | 1⁄2 Vereinskrone              | 20 mm                         | 5,555 g 900 ‰ Au, 100 ‰ Cu    | „MIT VEREINTEN KRAEFTEN“      | „VEREINSMÜNZE 100 EIN PFUND FEIN“, Jahr der Prägung, Wert | „FRANZ JOS•I•V•G•G•KAISER V•OESTERREICH“, Franz Joseph I., Münzzeichen                                                | 1858–1865                                        |
|                                                                |                               | 1⁄2 Vereinskrone              | 20 mm                         | 5,555 g 900 ‰ Au, 100 ‰ Cu    | „MIT VEREINTEN KRAEFTEN“      | „VEREINSMÜNZE 100 EIN PFUND FEIN“, Jahr der Prägung, Wert | „FRANZ JOS•I•V•G•G•KAISER V•OESTERREICH“, Franz Joseph I. mit stärkerem Bart, Münzzeichen                             | 1866                                             |
|                                                                |                               | 1 Vereinskrone                | 24 mm                         | 11,111 g 900 ‰ Au, 100 ‰ Cu   | „MIT VEREINTEN KRAEFTEN“      | „VEREINSMÜNZE 50 EIN PFUND FEIN“, Jahr der Prägung, Wert | „FRANZ JOSEPH I•V•G•G•KAISER V•OESTERREICH“, Franz Joseph I., Münzzeichen                                             | 1858–1865                                        |
|                                                                |                               | 1 Vereinskrone                | 24 mm                         | 11,111 g 900 ‰ Au, 100 ‰ Cu   | „MIT VEREINTEN KRAEFTEN“      | „VEREINSMÜNZE 50 EIN PFUND FEIN“, Jahr der Prägung, Wert | „FRANZ JOSEPH I•V•G•G•KAISER V•OESTERREICH“, Franz Joseph I. mit stärkerem Bart, Münzzeichen                          | 1866                                             |
|                                                                |                               | 4 Gulden = 10 Franken         | 19 mm                         | 3,225 g 900 ‰ Au, 100 ‰ Cu    | „VIRIBVS VNITIS“              | „IMPERIVM AVSTRIACVM“, Adler, Jahr der Prägung, Wert | „FRANCISCVS•IOSEPHVS•I•D•G•IMPERATOR•ET•REX•“, Franz Joseph I.                                                        | 1870–1872, 1877–1878, 1881, 1883–1885, 1888–1891 |
|                                                                |                               | 4 Gulden = 10 Franken         | 19 mm                         | 3,225 g 900 ‰ Au, 100 ‰ Cu    | „VIRIBVS VNITIS“              | „IMPERIVM AVSTRIACVM“, Adler, Jahr der Prägung, Wert | „FRANCISCVS•IOSEPHVS•I•D•G•IMPERATOR•ET•REX•“, Franz Joseph I.                                                        | 1892 (Neuprägung)                                |
|                                                                |                               | 8 Gulden = 20 Franken         | 21 mm                         | 6,451 g 900 ‰ Au, 100 ‰ Cu    | „VIRIBVS VNITIS“              | „IMPERIVM AVSTRIACVM“, Adler, Jahr der Prägung, Wert | „FRANCISCVS•IOSEPHVS•I•D•G•IMPERATOR•ET•REX“, Franz Joseph I.                                                         | 1870–1891                                        |
|                                                                |                               | 8 Gulden = 20 Franken         | 21 mm                         | 6,451 g 900 ‰ Au, 100 ‰ Cu    | „VIRIBVS VNITIS“              | „IMPERIVM AVSTRIACVM“, Adler, Jahr der Prägung, Wert | „FRANCISCVS•IOSEPHVS•I•D•G•IMPERATOR•ET•REX“, Franz Joseph I.                                                         | 1892 (Neuprägung)                                |
| Diese Bilder sind in einer Größe von 2,5 Pixel pro Millimeter. |                               |                               |                               |                               |                               | | |                                                  |
| Anmerkungen: 1. 2. 3. 4. 5. 6. 7. 8. 9. 10.                    |                               |                               |                               |                               |                               | | |                                                  |

| Münzen von Österreich ab 1857 – Sonderprägungen (Auswahl)                                                                               | Münzen von Österreich ab 1857 – Sonderprägungen (Auswahl) | Münzen von Österreich ab 1857 – Sonderprägungen (Auswahl) | Münzen von Österreich ab 1857 – Sonderprägungen (Auswahl) | Münzen von Österreich ab 1857 – Sonderprägungen (Auswahl) | Münzen von Österreich ab 1857 – Sonderprägungen (Auswahl)         | Münzen von Österreich ab 1857 – Sonderprägungen (Auswahl) | Münzen von Österreich ab 1857 – Sonderprägungen (Auswahl) | Münzen von Österreich ab 1857 – Sonderprägungen (Auswahl) |
| Bild | Bild                                                      | Wert                                                      | Durch- messer                                             | Raugewicht Feingehalt                                     | Beschreibung                                                      | Beschreibung | Beschreibung | Ausgabe- jahr                                             |
| Wertseite | Bildseite                                                 | Wert                                                      | Durch- messer                                             | Raugewicht Feingehalt                                     | Rand                                                              | Wertseite | Bildseite | Ausgabe- jahr                                             |
| --- | --------------------------------------------------------- | --------------------------------------------------------- | --------------------------------------------------------- | --------------------------------------------------------- | ----------------------------------------------------------------- | --- | --- | --------------------------------------------------------- |
| 1 Gulden, zur Vermählung |                                                           |                                                           |                                                           |                                                           |                                                                   | | |                                                           |
| |                                                           | 1 Gulden                                                  | 29,50 mm                                                  | 12,98 g                                                   | „EIN GULDEN XXIV EINE F.W.M.“                                     | „MATRIMONIO CONIVNCTI DIE XXIV APRILIS MDCCCLIV “, Trauungsszene in der Wiener Augustinerkirche, unter Bildnis klein „I•WEISS“ | „*FRANCISC•IOS•I•D•G•AVSTRIAE IMP•ET ELISABETHA MAX•IN BAVAR•DVCIS FIL•“, Franz Joseph I. und Elisabeth, Münzzeichen „A“, unter Bildnis klein „I•D•R•P•“ | 1854                                                      |
| 2 Gulden, zur Vermählung |                                                           |                                                           |                                                           |                                                           |                                                                   | | |                                                           |
| |                                                           | 2 Gulden                                                  | 36 mm                                                     | 24,691 g 900 ‰ Ag, 100 ‰ Cu                               | „ZWEI GULDEN XII EINE F.W.M.“                                     | „MATRIMONIO CONIVNCTI DIE XXIV APRILIS MDCCCLIV “, Trauungsszene in der Wiener Augustinerkirche, unter Bildnis klein „F•G•“ | „*FRANCISC•IOS•I•D•G•AVSTRIAE IMP•ET ELISABETHA MAX•IN BAVAR•DVCIS FIL•“, Franz Joseph I. und Elisabeth, Münzzeichen „A“, unter Bildnis klein „I•D•R•P•“ | 1854                                                      |
| 2 Vereinstaler (=3 Gulden) zur Vollendung der Südbahn                                                                                   |                                                           |                                                           |                                                           |                                                           |                                                                   | | |                                                           |
| |                                                           | 2 Vereinstaler (=3 Gulden)                                | 41 mm                                                     | 37,037 g 900 ‰ Ag, 100 ‰ Cu                               |                                                                   | „VOLLENDUNG DER OESTERREICHISCHEN SÜDBAHN“, „2•VEREINS THALER“, Leuchtturm, Wappen von Wien und Triest, Lokomotive und Schiff, Adler, Jahr der Prägung | „FRANZ JOSEPH I•V•G•G•KAISER V•OESTERREICH“, Franz Joseph I., Münzzeichen „A“, unter Bildnis klein „C•R•“ Variante 1: Lorbeerblattspitze endet auf K Variante 2: Lorbeerblattspitze endet auf A, CR unter Kopf mit engem Abstand Variante 3: Lorbeerblattspitze endet auf A, CR unter Kopf mit weitem Abstand (Neuprägung, wenn auf Wertseite unter Wiener Wappen „1973“, unter Triester Wappen „1983“, auf Leuchtturm-Fundament darunter „NUMISMATICA ISTRIA“ und weiter unten „TRIESTE“ steht) (weitere Neuprägung, wenn auf Wertseite unter dem Leuchtturm-Fundament klein „BIJ“ gepunzt ist) | 1857                                                      |
| 1 Feintaler (Schützenpreismünze) anläßlich des III. Deutschen Bundesschießens in Wien                                                   |                                                           |                                                           |                                                           |                                                           |                                                                   | | |                                                           |
| |                                                           | 1 Taler                                                   |                                                           | 16,88 g                                                   |                                                                   | „III DEUTSCHES BUNDES-SCHIESSEN WIEN 1868“, Adler mit Wiener Wappen, „1 Fthlr“ | „WIR WOLLEN SEIN EIN EINIG VOLK VON BRÜDERN“, unter Bildnis klein „SEIDAN“ | 1868                                                      |
| 2 Gulden, Wiener Schützenverein (Schützenpreis)                                                                                         |                                                           |                                                           |                                                           |                                                           |                                                                   | | |                                                           |
| |                                                           | 2 Gulden                                                  | 36 mm                                                     | 24,691 g 900 ‰ Ag, 100 ‰ Cu                               |                                                                   | „FEST FREI SCHIESSEN VOM WIENER SCHÜTZEN VEREIN“, zweiköpfiger Adler mit dem Wappen von Wien und der Kaiserkrone, Wert „2 FL“, Jahr der Prägung, unter Bildnis klein „F. GAUL“ (Neuprägung, wenn unter Bildnis klein „R•1973•KOLARSKY“ steht) (Neuprägung, wenn als Wertangabe „2 FL•“ oder „4 DC•“ steht) | Franz Joseph I., Eichen- und Lorbeerkränze | 1873                                                      |
| 1 Gulden Pribram, Erinnerung an die Saigerteufe                                                                                         |                                                           |                                                           |                                                           |                                                           |                                                                   | | |                                                           |
| |                                                           | 1 Gulden                                                  | 29 mm                                                     | 12,346 g 900 ‰ Ag, 100 ‰ Cu                               | „VIRIBVS VNITIS“                                                  | „UPOMINKA NA DOSAŽENOU KOLMOU HLOUBKU 1000 METRŮ“, „ZUR ERINNERUNG AN DIE ERREICHTE SAIGERTEUFE VON 1000 METER“, „PŘIBRAM“, Jahr der Prägung, Lorbeerkranz, Schlägel und Eisen | „FRANC•IOS•I•D•G•AVSTRIAE IMPERATOR“, Franz Joseph I. | 1875                                                      |
| 1 Taler („Raxalpe-Taler“) zur Eröffnung des Carl-Ludwig-Hauses auf der Raxalpe                                                          |                                                           |                                                           |                                                           |                                                           |                                                                   | | |                                                           |
| |                                                           | 1 Taler                                                   | 33,21 mm bis 33,80 mm                                     | 18,50 g bis 18,55 g                                       | „MIT HERZ UND HAND FUERS ALPENLAND“                               | „ZUR ERÖFFNUNG DES CARL LUDWIG HAUSES AUF DER RAXALPE IM SEPTEMBER 1877 *“, Ansicht des Schutzhauses, „GEDENKTHALER“ | „CARL LUDWIG ERZHERZOG V. ÖSTERREICH PROTECTOR D. ÖSTERREICHISCHEN TOURISTEN CLUB *“, Erzherzog Carl Ludwig | 1877                                                      |
| 1 Gulden (Schemnitzer Erbstollen-Gulden) mit Münzzeichen K.B. (Ausgabe für Ungarn)                                                      |                                                           |                                                           |                                                           |                                                           |                                                                   | | |                                                           |
| |                                                           | 1 Gulden                                                  | 29 mm                                                     | 24,691 g 900 ‰ Ag, 100 ‰ Cu                               |                                                                   | „II•JÓZSEF NEVŰ ALTÁRNA SELMECZBÁNYÁN“, 1782–1878 (Neuprägungen mit zusätzlichem „BP 900“ oder „CuZn“ über den Jahreszahlen) | „FERENCZ JÓZSEF I.K.A.CS.ÉS M.H.S.D.O.AP.KIR.“, Franz Joseph I. | 1878                                                      |
| 2 Gulden zur Silberhochzeit |                                                           |                                                           |                                                           |                                                           |                                                                   | | |                                                           |
| |                                                           | 2 Gulden                                                  | 36 mm                                                     | 24,691 g 900 ‰ Ag, 100 ‰ Cu                               | „ZWEI GVLDEN XLV KÉT FORINT“                                      | „*QVINTVM•MATRIMONII•LVSTRVM•CELEBRANT• XXIV•APRILIS•MDCCCLXXIX“, sitzende Fortuna mit einem Füllhorn | „*FRANC•IOS•I•D•G•AVSTR•IMP•ET•HVNG•REX•AP• *ELISABETHA•IMP•ET•REG•“, Franz Joseph I. und Elisabeth | 1879                                                      |
| 1. Österreichisches Bundesschießen in Wien (Schützenpreis)                                                                              |                                                           |                                                           |                                                           |                                                           |                                                                   | | |                                                           |
| |                                                           | [ 35 ]                                                    | 36 mm                                                     | 24,691 g 900 ‰ Ag, 100 ‰ Cu                               |                                                                   | „I. OESTERREICHISCHES BUNDESSCHIESSEN“, Adler | „UEB AUG UND HAND FUER'S VATERLAND“, allegorische Figuren, Jahr der Prägung, links neben Bildnis klein „A•SCHARFF“ | 1880                                                      |
| 1 Taler („Numis-Taler“) zum 400jährigen Talerjubiläum der numismatischen Gesellschaft in Wien                                           |                                                           |                                                           |                                                           |                                                           |                                                                   | | |                                                           |
| |                                                           | 1 Taler                                                   |                                                           | 28,43 g                                                   | „400-JAEHR. THALER JVBILAEUM – D. NVMISM. GESELLSCH. – WIEN 1884“ | „SIGISMVNDVS*ARCHIDVX*AUSTRIE*“, Erzherzog Sigismund | „FRANC•IOS•I•D•G• IMP•ET REX*MDCCCLXXXIV“, Franz Joseph I., links unter Bildnis „A•Scharff“ (Neuprägung, wenn unter Bildnis klein „A•PETER“ und „R•1974“ steht) | 1884                                                      |
| 2. Österreichisches Bundesschießen in Innsbruck (Schützenpreis)                                                                         |                                                           |                                                           |                                                           |                                                           |                                                                   | | |                                                           |
| |                                                           | [ 39 ]                                                    | 36 mm                                                     | 24,691 g 900 ‰ Ag, 100 ‰ Cu                               |                                                                   | „ZWEITES:ŒSTERR:BVNDESSCHIESSEN:INNSBRVCK“, gekrönter Tiroler Adler, Jahr der Prägung | „MAXIMILIAN:RŒM:KAISER:ERZH:Z:Œ:G:V:TIROL“, Hüftbild Kaiser Maximilians in Jagdtracht mit einer Armbrust, unter Bildnis klein „A•SCHARFF“ und „BUSSON“ | 1885                                                      |
| 2. Österreichisches Bundesschießen in Innsbruck                                                                                         |                                                           |                                                           |                                                           |                                                           |                                                                   | | |                                                           |
| |                                                           | [ 40 ]                                                    |                                                           | Bronze bzw. Goldabschlag                                  |                                                                   | „ZWEITES:ŒSTER:BVNDES SCHIESSEN:INNSBRVCK:1885“, gekrönter Doppeladler über Tiroler Wappen | „FRANZ:IOS:KAISER:V:ŒSTER:ETC:G:V:TIROL“, Franz Joseph I., unter Bildnis klein „A•SCHARFF“ und „BUSSON“ | 1885                                                      |
| 2. Österreichisches Bundesschießen in Innsbruck                                                                                         |                                                           |                                                           |                                                           |                                                           |                                                                   | | |                                                           |
| |                                                           | [ 41 ]                                                    | 37 mm                                                     | Bronze bzw. Zinn mit Öse                                  |                                                                   | unter Bildnis klein „DRENTWETT D.“ und „GES.GESCH.“ | „II. Oesterreichisches Bundesschiessen Innsbruck 1885“ | 1885                                                      |
| 2 Gulden („DVO FLOR“) Kuttenberger Bergbau                                                                                              |                                                           |                                                           |                                                           |                                                           |                                                                   | | |                                                           |
| |                                                           | 2 Gulden                                                  | 36 mm                                                     | 24,691 g 900 ‰ Ag, 100 ‰ Cu                               | „PRIMITIAE FODIN • KVTTENB • AB AERARIO ITERVM SVSCEPTARVM * •“   | „ECCL•S•BARBARAE PATRONAE FODIN•KVTTENBERGENSIVM“, „DVO FLOR•“, „ARG•PVRI•“, MDCCCLXXXVII, Dom der heiligen Barbara in Kutná Hora, unter Bildnis klein „A. NEUDECK“ (Neuprägung, wenn unter Bildnis klein „R 74 KOLARSKY“ steht)                                                                           | „FRANC•IOS•I•D•G•AVSTRIAE IMPERATOR“, Franz Joseph I. | 1887                                                      |
| Taler zum 40-jährigen Regierungsjubiläum 1848/1888, von der numismatischen Gesellschaft Wien                                            |                                                           |                                                           |                                                           |                                                           |                                                                   | | |                                                           |
| |                                                           | 1 Taler                                                   | 41,5 mm                                                   | 28,08 g bis 28,96 g                                       | „IUSTITIA ET CLEMENTIA“                                           | „HOC•NVMMO•PIE•COLIT•SOCIETAS•NVMISMATICA•VINDOBONENSIS“, „XIII•MAII•MDCCCLXXXVIII“, „IVNONIS MONETAE•PATRIAE MEMORIAM“ | „M•THERESIA AVGVSTA“, Maria Theresia; unter Bildnis klein „A•SCHARFF NACH M•DONNER“ | 1888                                                      |
| 3. Österreichisches Bundesschießen in Graz (Schützenpreis)                                                                              |                                                           |                                                           |                                                           |                                                           |                                                                   | | |                                                           |
| |                                                           | [ 45 ]                                                    | 36 mm                                                     | 24,691 g 900 ‰ Ag, 100 ‰ Cu                               |                                                                   | „3. OESTERREICH. BUNDESSCHIESSEN IN GRAZ“, Grazer Wappen in Dreipass, Jahr der Prägung | stehender Kaiser Franz Joseph I. in Jägertracht in Gebirgslandschaft | 1889                                                      |
| Diese Bilder sind in einer Größe von 2,5 Pixel pro Millimeter.                                                                          |                                                           |                                                           |                                                           |                                                           |                                                                   | | |                                                           |
| Anmerkungen: 1. 2. 3. 4. 5. 6. 7. 8. 9. 10. 11. 12. 13. 14. 15. 16. 17. 18. 19. 20. 21. 22. 23. 24. 25. 26. 27. 28. 29. 30. 31. 32. 33. |                                                           |                                                           |                                                           |                                                           |                                                                   | | |                                                           |

### Münzen der ungarischen Reichshälfte

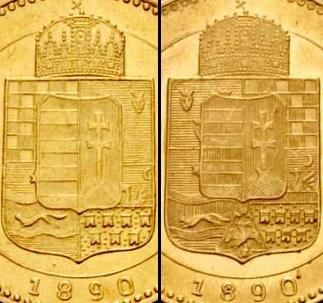
Wappen Ungarns, links ohne Fiume, rechts mit Fiume (zweiköpfiger Adler unten in der Mitte)

Ungarn hatte bereits 1329 mit der eigenen Produktion von Münzen begonnen und bis zum Ausgleich die österreichischen Münzen verwendet. Die einzige Kupfermünze war die 1 1⁄2 Krajczár (=Kreuzer)-Münze. Es gab Silbermünzen mit den Werten von 3, 5, 10, 20, und 30 Kreuzer und 1⁄2 und 1 Konventionstaler. Die Werte hörten von 1794 bis zum Jahr 1830 auf zu bestehen. 1830 gab es Silbermünzen von 20 Kreuzer und darüber. Ab 1868, ein Jahr nach dem Ausgleich (1867) wurde damit begonnen, für die ungarische Reichshälfte eigene Münzen zu prägen. Die Werte waren kleiner als die der österreichischen Reichshälfte. Sie umfassten Kupfermünzen mit 5⁄10, 1 und 4 Kreuzer, Silbermünzen mit 10 und 20 Kreuzer und 1 Forint, und Goldmünzen mit den Werten von 4 und 8 Forint.
| Münzen der ungarischen Reichshälfte während der Revolution 1848/1849 | Münzen der ungarischen Reichshälfte während der Revolution 1848/1849 | Münzen der ungarischen Reichshälfte während der Revolution 1848/1849 | Münzen der ungarischen Reichshälfte während der Revolution 1848/1849 | Münzen der ungarischen Reichshälfte während der Revolution 1848/1849 | Münzen der ungarischen Reichshälfte während der Revolution 1848/1849 | Münzen der ungarischen Reichshälfte während der Revolution 1848/1849                 | Münzen der ungarischen Reichshälfte während der Revolution 1848/1849          | Münzen der ungarischen Reichshälfte während der Revolution 1848/1849 |
| Bild                                                                 | Bild                                                                 | Wert                                                                 | Durch- messer                                                        | Raugewicht Feingehalt                                                | Beschreibung                                                         | Beschreibung                                                                         | Beschreibung                                                                  | Ausgabejahre                                                         |
| Wertseite                                                            | Bildseite                                                            | Wert                                                                 | Durch- messer                                                        | Raugewicht Feingehalt                                                | Rand                                                                 | Wertseite                                                                            | Bildseite                                                                     | Ausgabejahre                                                         |
| -------------------------------------------------------------------- | -------------------------------------------------------------------- | -------------------------------------------------------------------- | -------------------------------------------------------------------- | -------------------------------------------------------------------- | -------------------------------------------------------------------- | ------------------------------------------------------------------------------------ | ----------------------------------------------------------------------------- | -------------------------------------------------------------------- |
|                                                                      |                                                                      | 1 Kreuzer                                                            | 26 mm                                                                | 8,8 g                                                                | glatt                                                                | „EGY KRAJCZÁR“, Jahr der Prägung 1848                                                | „MAGYAR KIRÁLYI VÁLTÓ PÉNZ“, Wappen Ungarns                                   | 1848                                                                 |
|                                                                      |                                                                      | 1 Kreuzer                                                            | 26 mm                                                                | 8,8 g                                                                |                                                                      | „EGY KRAJCZÁR“, Jahr der Prägung 1849, Münzzeichen „N.B.“                            | „MAGYAR KIRÁLYI VÁLTÓ PÉNZ“, Wappen Ungarns                                   | 1849 NB                                                              |
|                                                                      |                                                                      | 3 Kreuzer                                                            | 32 mm                                                                | 25,7 g                                                               | glatt                                                                | „HÁROM KRAJCZÁR“, Jahr der Prägung 1849, Münzzeichen „N.B“                           | „MAGYAR KIRÁLYI VÁLTÓ PÉNZ“, „3. K.“, Wappen Ungarns                          | 1849 NB                                                              |
|                                                                      |                                                                      | 6 Kreuzer                                                            | 20 mm                                                                | 2,227 g 437 ‰ Ag 563 ‰ Cu                                            | glatt                                                                | „HAT KRAJCZÁR“, Wert, Jahr der Prägung 1849, Münzzeichen „N.B.“                      | „MAGYAR KIRÁLYI VÁLTÓ PÉNZ“, „6. K.“, Wappen Ungarns                          | 1849 NB                                                              |
|                                                                      |                                                                      | 10 Kreuzer                                                           | 21,95 mm                                                             | 3,897 g 500 ‰ Ag 500 ‰ Cu                                            | geriffelt                                                            | „SZ•MÁRIA IST•ANNYA MAGY•OR•VÉDŐJE•“, Jahr der Prägung 1848, Madonna, Wert           | „V•FERD•MAGY•H•T•ORSZ•KIRÁLYA ERD•N•FEJED•“, Ferdinand V., Münzzeichen „K•B•“ | 1848 KB                                                              |
|                                                                      |                                                                      | 20 Kreuzer                                                           | 26,34 mm                                                             | 6,682 g 583 ‰ Ag 417 ‰ Cu                                            | geriffelt                                                            | „SZ•MÁRIA IST•ANNYA MAGY•OR•VÉDŐJE•“, Jahr der Prägung 1848, Madonna, Wert           | „V•FERD•MAGY•H•T•ORSZ•KIRÁLYA ERD•N•FEJED•“, Ferdinand V., Münzzeichen „K•B•“ | 1848 KB                                                              |
|                                                                      |                                                                      | 1 Dukat                                                              | 20,5 mm                                                              | 3,490 g 986 ‰ Au 14 ‰ Cu                                             | geriffelt                                                            | „SZ•MÁRIA IST•ANNYA MAGY•OR•VÉDŐJE•“, Jahr der Prägung 1848, Madonna, Wappen Ungarns | „V•FERD•MAGY•H•T•ORSZ•KIRÁLYA ERD•N•FEJED•“, stehender Ferdinand V.           | 1848                                                                 |
| Diese Bilder sind in einer Größe von 2,5 Pixel pro Millimeter.       |                                                                      |                                                                      |                                                                      |                                                                      |                                                                      |                                                                                      |                                                                               |                                                                      |
| Anmerkungen: 1. 2. 3. 4. 5. 6. 7. 8.                                 |                                                                      |                                                                      |                                                                      |                                                                      |                                                                      |                                                                                      |                                                                               |                                                                      |

| Münzen von Österreich-Ungarn                                   | Münzen von Österreich-Ungarn | Münzen von Österreich-Ungarn | Münzen von Österreich-Ungarn | Münzen von Österreich-Ungarn | Münzen von Österreich-Ungarn | Münzen von Österreich-Ungarn                                                                                     | Münzen von Österreich-Ungarn | Münzen von Österreich-Ungarn                                         |
| Bild                                                           | Bild                         | Wert                         | Durch- messer                | Raugewicht Feingehalt        | Beschreibung                 | Beschreibung | Beschreibung | Ausgabejahre                                                         |
| Wertseite                                                      | Bildseite                    | Wert                         | Durch- messer                | Raugewicht Feingehalt        | Rand                         | Wertseite | Bildseite | Ausgabejahre                                                         |
| -------------------------------------------------------------- | ---------------------------- | ---------------------------- | ---------------------------- | ---------------------------- | ---------------------------- | --- | --- | -------------------------------------------------------------------- |
|                                                                |                              | 5⁄10 Kreuzer                 | 17 mm                        | 1,667 g                      | glatt                        | Wert, Jahr der Prägung, Münzzeichen „K•B•“                                                                       | „MAGYAR KIRÁLYI VÁLTÓ PÉNZ“, Wappen Ungarns in mittlerer Größe | 1882 KB                                                              |
|                                                                |                              | 1 Kreuzer                    | 19 mm                        | 3,333 g                      | glatt                        | Wert, Jahr der Prägung, Münzzeichen „K•B•“ oder „GY•F•“                                                          | „MAGYAR KIRÁLYI VÁLTÓ PÉNZ“, Wappen Ungarns in kleiner Größe mit Engeln | 1868 KB – 1869 KB, 1872 KB – 1873 KB, 1868 GY.F                      |
|                                                                |                              | 1 Kreuzer                    | 19 mm                        | 3,333 g                      | glatt                        | Wert, Jahr der Prägung, Münzzeichen „K•B•“                                                                       | „MAGYAR KIRÁLYI VÁLTÓ PÉNZ“, Wappen Ungarns in mittlerer Größe | 1878 KB – 1879 KB, 1881 KB – 1883 KB, 1885 KB – 1888 KB              |
|                                                                |                              | 1 Kreuzer                    | 19 mm                        | 3,333 g                      | glatt                        | Wert, Jahr der Prägung, Münzzeichen „K•B•“                                                                       | „MAGYAR KIRÁLYI VÁLTÓ PÉNZ“, Wappen Ungarns (inklusive Fiume) | 1891 KB – 1892 KB                                                    |
|                                                                |                              | 4 Kreuzer                    | 27 mm                        | 13,333 g                     | glatt                        | Wert, Jahr der Prägung, Münzzeichen „K•B•“ oder „GY•F•“ (Neuprägung von 1868 KB, wenn unter KB eine Rosette ist) | „MAGYAR KIRÁLYI VÁLTÓ PÉNZ“, Wappen Ungarns mit Engel | 1868 KB, 1868 GY.F                                                   |
|                                                                |                              | 10 Kreuzer                   | 18 mm                        | 1,667 g 400 ‰ Ag             |                              | „VÁLTÓ PÉNZ“, Stephanskrone, Wert, Jahr der Prägung 1867, Münzzeichen „B“                                        | „FERENCZ JÓZSEF A. CSÁSZÁR MAGYARORSZÁG AP. KIRÁLYA“, I Ferenc József | 1867 B                                                               |
|                                                                |                              | 10 Kreuzer                   | 18 mm                        | 1,667 g 400 ‰ Ag             | glatt                        | „VÁLTÓ PÉNZ“, Stephanskrone, Wert, Jahr der Prägung 1868                                                         | „FERENCZ JÓZSEF A. CSÁSZÁR MAGYARORSZÁG AP. KIRÁLYA“, I Ferenc József, Münzzeichen „K•B•“ oder „GY•F•“ (Neuprägung bei beiden Varianten von 1868 KB, wenn vor FERENCZ eine Rosette ist) | 1868 KB, 1868 GY.F                                                   |
|                                                                |                              | 10 Kreuzer                   | 18 mm                        | 1,667 g 400 ‰ Ag             | glatt                        | „MAGYAR KIRÁLYI VÁLTÓ PÉNZ“, Stephanskrone, Wert, Jahr der Prägung                                               | „FERENCZ JÓZSEF A. CSÁSZÁR MAGYARORSZÁG AP. KIRÁLYA“, I Ferenc József, Münzzeichen „K•B•“ oder „GY•F•“ (Neuprägung bei beiden Varianten von 1868 KB, wenn vor FERENCZ eine Rosette ist) | 1868 KB – 1869 KB, 1868 GY.F – 1869 GY.F                             |
|                                                                |                              | 10 Kreuzer                   | 18 mm                        | 1,667 g 400 ‰ Ag             | glatt                        | „VÁLTÓ PÉNZ“, Stephanskrone, Wert, Jahr der Prägung                                                              | „FERENCZ JÓZSEF I.K.A.CS. ÉS M.H.S.D.O.AP.KIR“, I Ferenc József, Münzzeichen „K•B•“ oder „GY•F•“                                                                                        | 1870 KB, 1870 GY.F – 1871 GY.F, 1872 KB – 1877 KB, 1887 KB – 1888 KB |
|                                                                |                              | 20 Kreuzer                   | 21 mm                        | 2,667 g 500 ‰ Ag             | glatt                        | „VÁLTÓ PÉNZ“, Stephanskrone, Wert, Jahr der Prägung                                                              | „FERENCZ JÓZSEF A. CSÁSZÁR MAGYARORSZÁG AP. KIRÁLYA“, I Ferenc József, Münzzeichen „K•B•“ oder „GY•F•“ (Neuprägung bei beiden Varianten von 1868 KB, wenn vor FERENCZ eine Rosette ist) | 1868 KB, 1868 GY.F                                                   |
|                                                                |                              | 20 Kreuzer                   | 21 mm                        | 2,667 g 500 ‰ Ag             | glatt                        | „MAGYAR KIRÁLYI VÁLTÓ PÉNZ“, Stephanskrone, Wert, Jahr der Prägung                                               | „FERENCZ JÓZSEF A. CSÁSZÁR MAGYARORSZÁG AP. KIRÁLYA“, I Ferenc József, Münzzeichen „K•B•“ oder „GY•F•“ (Neuprägung bei beiden Varianten von 1868 KB, wenn vor FERENCZ eine Rosette ist) | 1868 KB – 1869 KB, 1868 GY.F – 1869 GY.F                             |
|                                                                |                              | 20 Kreuzer                   | 21 mm                        | 2,667 g 500 ‰ Ag             | glatt                        | „VÁLTÓ PÉNZ“, Stephanskrone, Wert, Jahr der Prägung                                                              | „FERENCZ JÓZSEF I.K.A.CS. ÉS M.H.S.D.O.AP.KIR.“, I Ferenc József, Münzzeichen „GY•F•“                                                                                                   | 1870 KB – 1872 KB, 1870 GY.F                                         |
|                                                                |                              | 1 Forint                     | 29 mm                        | 12,346 g 900 ‰ Ag            | "BIZALMAM AZ ŐSI ERÉNYBEN"   | „MAGYAR ORSZÁG AP. KIRÁLYA“, Wappen Ungarns in mittlerer Größe mit Engeln, Wert, Jahr der Prägung                | „FERENCZ JÓZSEF A. CSÁSZÁR“, I Ferenc József, Münzzeichen „K•B•“ oder „GY•F•“ (Neuprägung von 1868 KB, wenn vor FERENCZ eine Rosette ist)                                               | 1868 KB – 1869 KB, 1868 GY.F – 1869 GY.F                             |
|                                                                |                              | 1 Forint                     | 29 mm                        | 12,346 g 900 ‰ Ag            | "BIZALMAM AZ ŐSI ERÉNYBEN"   | „MAGYAR KIRÁLYSÁG“, Wappen Ungarns in mittlerer Größe, Wert, Jahr der Prägung                                    | "FERENCZ JÓZSEF I.K.A.CS. ÉS M.H.S.D.O.AP.KIR.", I Ferenc József, Münzzeichen „K•B•“ oder „GY•F•“                                                                                       | 1870 KB – 1881 KB, 1870 GY.F – 1871 GY.F                             |
|                                                                |                              | 1 Forint                     | 29 mm                        | 12,346 g 900 ‰ Ag            | "BIZALMAM AZ ŐSI ERÉNYBEN"   | „MAGYAR KIRÁLYSÁG“, Wappen Ungarns in mittlerer Größe im Barockstil, Wert, Jahr der Prägung                      | "FERENCZ JÓZSEF I.K.A.CS. ÉS M.H.S.D.O.AP.KIR.", I Ferenc József, Münzzeichen „K•B•“ (Neuprägung von 1892 KB, wenn vor FERENCZ eine Rosette ist)                                        | 1882 KB – 1890 KB                                                    |
|                                                                |                              | 1 Forint                     | 29 mm                        | 12,346 g 900 ‰ Ag            | "BIZALMAM AZ ŐSI ERÉNYBEN"   | „MAGYAR KIRÁLYSÁG“, Wappen Ungarns in mittlerer Größe (inklusive Fiume), Wert, Jahr der Prägung                  | "FERENCZ JÓZSEF I.K.A.CS. ÉS M.H.S.D.O.AP.KIR.", I Ferenc József, Münzzeichen „K•B•“ (Neuprägung von 1892 KB, wenn vor FERENCZ eine Rosette ist)                                        | 1890 KB – 1892 KB                                                    |
|                                                                |                              | 4 Forint = 10 Franken        | 19 mm                        | 3,226 g 900 ‰ Au             | geriffelt                    | „MAGYAR KIRÁLYSÁG“, Wappen Ungarns, Wert, Jahr der Prägung                                                       | „FERENCZ JÓZSEF I.K.A.CS. ÉS M.H.S.D.O.AP.KIR.“, I Ferenc József, Münzzeichen „K•B•“ oder „GY•F•“                                                                                       | 1870 KB – 1880 KB, 1870 GY.F                                         |
|                                                                |                              | 4 Forint = 10 Franken        | 19 mm                        | 3,226 g 900 ‰ Au             | geriffelt                    | „MAGYAR KIRÁLYSÁG“, Wappen Ungarns, Wert, Jahr der Prägung                                                       | „FERENCZ JÓZSEF I.K.A.CS. ÉS M.H.S.D.O.AP.KIR.“, I Ferenc József (älterer Kopf), Münzzeichen „K•B•“                                                                                     | 1880 KB – 1890 KB                                                    |
|                                                                |                              | 4 Forint = 10 Franken        | 19 mm                        | 3,226 g 900 ‰ Au             | geriffelt                    | „MAGYAR KIRÁLYSÁG“, Wappen Ungarns (inklusive Fiume), Wert, Jahr der Prägung                                     | „FERENCZ JÓZSEF I.K.A.CS. ÉS M.H.S.D.O.AP.KIR.“, I Ferenc József (älterer Kopf), Münzzeichen „K•B•“                                                                                     | 1890 KB – 1892 KB                                                    |
|                                                                |                              | 8 Forint = 20 Franken        | 21 mm                        | 6,452 g 900 ‰ Au             | geriffelt                    | „MAGYAR KIRÁLYSÁG“, Wappen Ungarns, Wert, Jahr der Prägung                                                       | „FERENCZ JÓZSEF I.K.A.CS. ÉS M.H.S.D.O.AP.KIR.“, I Ferenc József, Münzzeichen „K•B•“ oder „GY•F•“                                                                                       | 1870 KB – 1880 KB, 1870 GY.F – 1871 GY.F                             |
|                                                                |                              | 8 Forint = 20 Franken        | 21 mm                        | 6,452 g 900 ‰ Au             | geriffelt                    | „MAGYAR KIRÁLYSÁG“, Wappen Ungarns, Wert, Jahr der Prägung                                                       | „FERENCZ JÓZSEF I.K.A.CS. ÉS M.H.S.D.O.AP.KIR.“, I Ferenc József (älterer Kopf), Münzzeichen „K•B•“                                                                                     | 1880 KB – 1891 KB                                                    |
|                                                                |                              | 8 Forint = 20 Franken        | 21 mm                        | 6,452 g 900 ‰ Au             | geriffelt                    | „MAGYAR KIRÁLYSÁG“, Wappen Ungarns (inklusive Fiume), Wert, Jahr der Prägung                                     | „FERENCZ JÓZSEF I.K.A.CS. ÉS M.H.S.D.O.AP.KIR.“, I Ferenc József (älterer Kopf), Münzzeichen „K•B•“                                                                                     | 1890 KB – 1892 KB                                                    |
| Münzen von Ungarn – Bullionmünzen aus Gold                     |                              |                              |                              |                              |                              | | |                                                                      |
|                                                                |                              | 1 Dukát                      | 19,75 mm                     | 3,490 g 986 ‰ Au 14 ‰ Cu     | geriffelt                    | „MAGYAR ORSZÁG AP. KIRÁLYA“, Wappen Ungarns in kleiner Größe mit Engeln, Jahr der Prägung                        | „FERENCZ J. A. CSÁSZÁR“, I Ferenc József (stehend), Münzzeichen „K•B•“ oder „GY•F•“ | 1868 KB – 1869 KB, 1868 GY.F – 1869 GY.F                             |
|                                                                |                              | 1 Dukát                      | 19,75 mm                     | 3,490 g 986 ‰ Au 14 ‰ Cu     | geriffelt                    | „MAGYAR KIRÁLYSÁG“, Wappen Ungarns in mittlerer Größe, Jahr der Prägung                                          | „• FERENCZ JÓZSEF I.K.A.CS. ÉS M.H.S.D.O.AP.KIR.“, I Ferenc József, Münzzeichen „K•B•“ (Neuprägung erkennt man am Punkt vor FERENCZ)                                                    | 1870 KB (Neuprägung)                                                 |
|                                                                |                              | 1 Dukát                      | 19,75 mm                     | 3,490 g 986 ‰ Au 14 ‰ Cu     | geriffelt                    | „MAGYAR KIRÁLYSÁG“, Wappen Ungarns in mittlerer Größe, Jahr der Prägung                                          | „FERENCZ JÓZSEF I.K.A.CS. ÉS M.H.S.D.O.AP.KIR.“, I Ferenc József, Münzzeichen „K•B•“ | 1877 KB, 1879 KB – 1881 KB                                           |
| Diese Bilder sind in einer Größe von 2,5 Pixel pro Millimeter. |                              |                              |                              |                              |                              | | |                                                                      |
| Anmerkungen: 1. 2. 3. 4. 5. 6. 7. 8. 9. 10. 11. 12.            |                              |                              |                              |                              |                              | | |                                                                      |

## Scheine
Zwischen 1759 und 1811 gab die Bank der Stadt Wien Papiergeld heraus, dessen Werte jedoch nicht immer gleich waren. Im Jahre 1811 wurden die Werte schließlich fixiert. Damals begann die Privilegirte Vereinigte Einlösungs- und Tilgungsdeputation Scheine mit fixen Werten herauszugeben, darauf folgte die Österreichische Notenbank 1816 und die Privilegierte Österreichische Nationalbank von 1825 bis 1863. 1858 wurden die Scheine mit „Österreichische Währung“ gekennzeichnet.
Tabelle
| Banknoten nach dem Ausgleich                                   | Banknoten nach dem Ausgleich | Banknoten nach dem Ausgleich | Banknoten nach dem Ausgleich | Banknoten nach dem Ausgleich                 | Banknoten nach dem Ausgleich                 | Banknoten nach dem Ausgleich | Banknoten nach dem Ausgleich | Banknoten nach dem Ausgleich |
| Bild                                                           | Bild                         | Wert                         | Größe                        | Beschreibung                                 | Beschreibung                                 | Datum                        | Datum                        | Datum                        |
| Vorderseite                                                    | Rückseite                    | Wert                         | Größe                        | Vorderseite                                  | Rückseite                                    | Prägung                      | Ausgabe                      | Außerkurssetzung             |
| -------------------------------------------------------------- | ---------------------------- | ---------------------------- | ---------------------------- | -------------------------------------------- | -------------------------------------------- | ---------------------------- | ---------------------------- | ---------------------------- |
|                                                                |                              | 10 Gulden / Forint           | 132 × 89 mm                  | Weibliche Personen                           | Weibliche Personen                           | 1. Mai 1880                  | 3. Januar 1881               | 28. Februar 1903             |
|                                                                |                              | 100 Gulden / Forint          | 153 × 107 mm                 | allegorische Figuren                         | allegorische Figuren                         | 1. Mai 1880                  | 31. Oktober 1881             | 30. April 1904               |
|                                                                |                              | 1.000 Gulden / Forint        | 180 × 126 mm                 | Junge weibliche Personen                     | Junge weibliche Personen                     | 1. Mai 1880                  | 31. Oktober 1881             | 30. April 1904               |
| Staatsbanknoten nach dem Ausgleich                             |                              |                              |                              |                                              |                                              |                              |                              |                              |
|                                                                |                              | 1 Gulden / Forint            | 71 × 112 mm                  | Franz Joseph I.                              | Franz Joseph I.                              | 1. Januar 1882               | 6. Oktober 1882              | 30. Juni 1890                |
|                                                                |                              | 1 Gulden / Forint            | 68 × 105 mm                  | Franz Joseph I. und Engel                    | Franz Joseph I. und Engel                    | 1. Juli 1888                 | 13. Juli 1889                | 30. Juni 1890                |
|                                                                |                              | 5 Gulden / Forint            | 136 × 92 mm                  | Franz Joseph I. und weibliche Personen       | Franz Joseph I. und weibliche Personen       | 1. Januar 1881               | 1. Oktober 1881              | 28. Februar 1903             |
|                                                                |                              | 50 Gulden / Forint           | 170 × 110 mm                 | Franz Joseph I. und allegorische Komposition | Franz Joseph I. und allegorische Komposition | 1. Januar 1884               | 23. Mai 1884                 | 28. Februar 1903             |
| Diese Bilder sind in einer Größe von 0,7 Pixel pro Millimeter. |                              |                              |                              |                                              |                                              |                              |                              |                              |